# Frank Baird

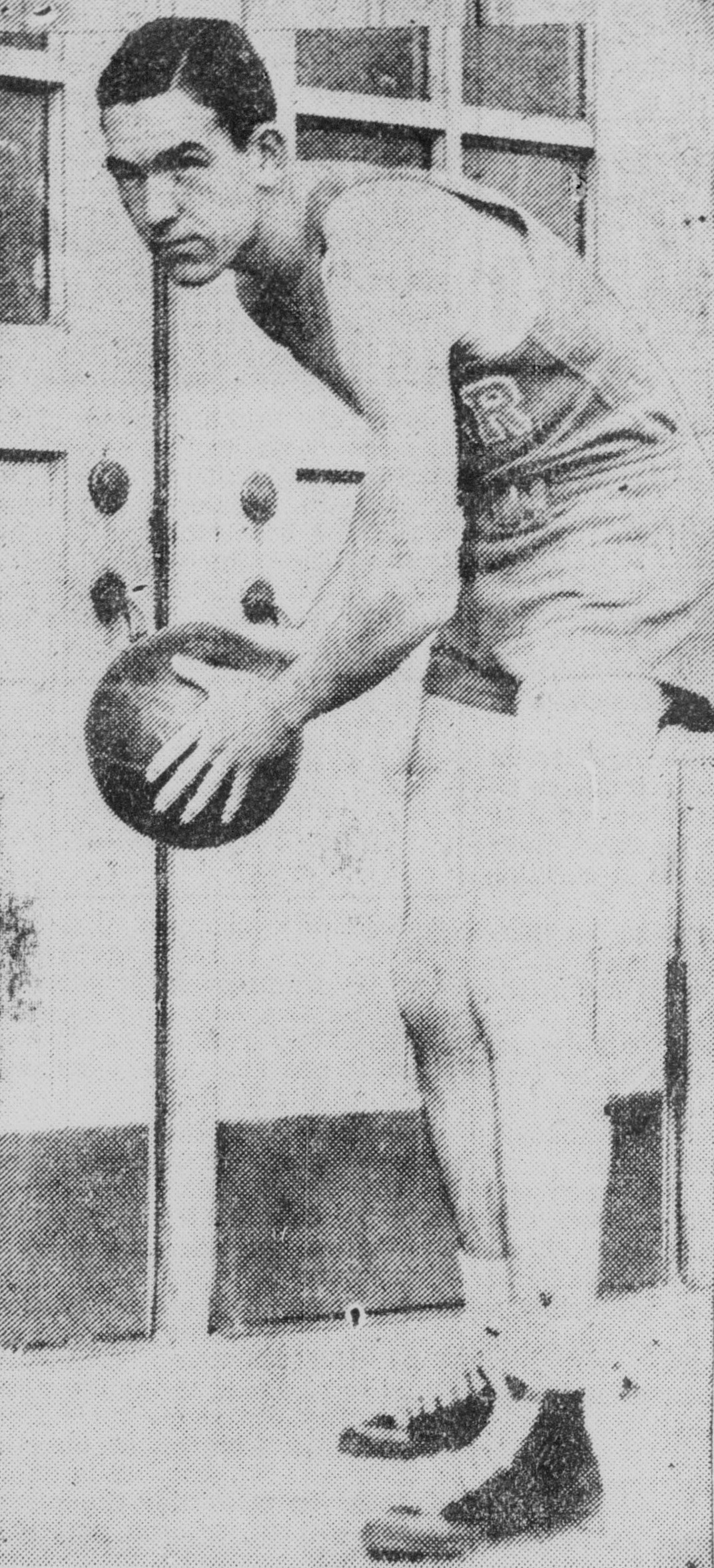

Frank Atwood Baird (Toledo, 10 aprile 1912 – Goshen, 20 marzo 2007) è stato un cestista e allenatore di pallacanestro statunitense, professionista nella NBL.

## Carriera
Giocò per quattro stagioni nella NBL, disputando complessivamente 62 partite con 5,1 punti di media.